# Farah (Afghanistan)
Farah (persiano: فراه) è una città dell'Afghanistan occidentale, situata ad un'altitudine di 650 metri sul fiume Farah. È il capoluogo della provincia di Farah, ed ha una popolazione di circa 109 409.

## Storia
La cittadella di Farah è composta da una serie di fortezze erette da Alessandro Magno, e rappresenta una tappa sulla tratta da Herat a Kandahar. Nel V secolo Farah era una delle roccaforti frontaliere dell'impero sasanide. L'Islam giunse in questa regione durante il VII secolo, e fu in seguito gestito dai Saffaridi. Nel X secolo il sultano Mahmud di Ghazna prese possesso della città, seguito dai Ghuridi nel XII secolo. Gengis Khan ed il suo esercito passarono di qui nel XIII secolo, e la città cadde sotto il controllo dell'Impero timuride. Fu controllata dai Safavidi fino al 1710, quando furono sconfitti dagli Hotaki afgani di Mir Wais Hotak. Da questo momento in poi è sempre stata una città afgana.

## Società

### Evoluzione demografica
Nel 2004 la popolazione di Farah era di 109 409 persone. I Pashtun rappresentavano la stragrande maggioranza della popolazione cittadina, circa il 90%. I restanti erano Tagiki al 7% e Baluchi al 3%.

## Economia e trasporti
La città è un importante centro agricolo e commerciale della zona. Vi è un importante aeroporto, ed una strada principale usata dalle forze alleate per portare aiuti in tutta la provincia. Strade secondarie si diramano dalla città. La strada principale è chiamata 515 o "IED Alley" e porta alla Ring Road. Sia la Ring Road che la 515 sono state create di recente grazie alla collaborazione di molti stati della ISAF/NATO.

## Sicurezza e politica
Il 20 novembre 2009 vi fu un attacco suicida portato con una moto fatta esplodere nei pressi di un mercato di Farah, che portò alla morte di 17 persone ed al ferimento di altre 29.
Mullah Hayatullah è il capo talebano della provincia, ed è famoso per gestire un campo di addestramento per attentatori suicidi.